# IHOP (Restaurantkette)

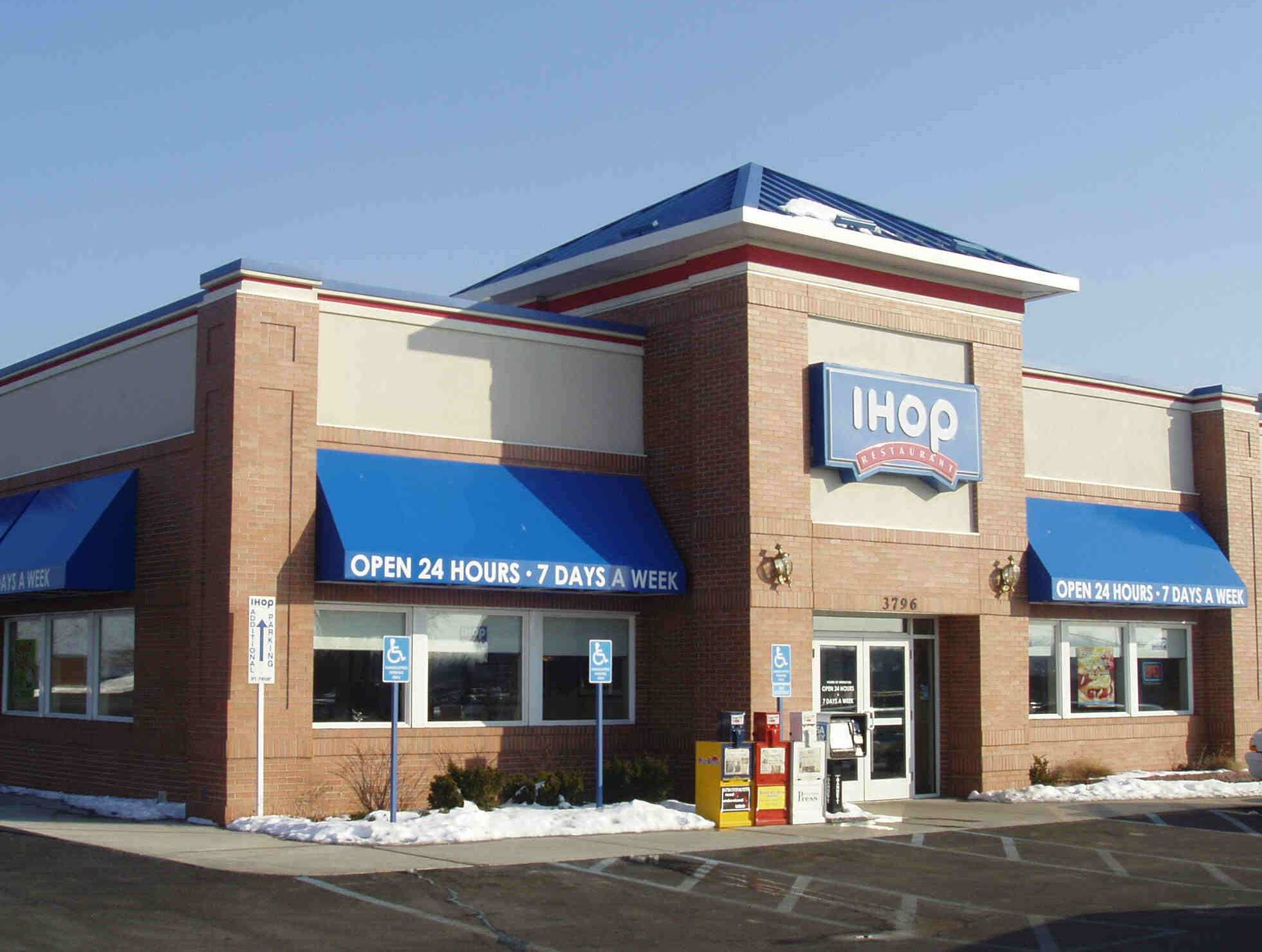
Filiale in Poughkeepsie

IHOP (ursprünglich International House of Pancakes) ist eine US-amerikanische Restaurantkette, die auf Frühstücksspeisen wie Pancakes, Waffeln, Armer Ritter (French toast), Omeletten und Blintze spezialisiert ist. Darüber hinaus werden komplette Menüs und Nachspeisen angeboten.

## Geschichte
Die Gebrüder Al und Jerry Lapin sowie Albert Karris gründeten IHOP im Jahr 1958. Das erste Restaurant öffnete am 7. Juli 1958 in Toluca Lake, etwa 20 Kilometer nördlich von Los Angeles. Die Ursprungsidee war, ein Restaurant zu schaffen, welches ein breites Sortiment an Pancakes und diversen ähnlichen Gerichten zu erschwinglichen Preisen im Angebot hatte. Die Kette ist bekannt für ihr breites Angebot an Sirups. Mittlerweile werden auch Mittags- und Abendgerichte angeboten. Von 1979 bis 1982 war IHOP im Besitz der Wienerwald-Holding des österreichischen Gastronomen Friedrich Jahn.
Am 30. September 2011 betrieb IHOP 1532 Filialen in 50 US-Bundesstaaten, Kanada, Mexiko und Guatemala. Die Aktie von IHOP wird auf der New York Stock Exchange mit dem Symbol IHP gehandelt. Der Hauptsitz der Kette befindet sich in Glendale, Kalifornien. 2007 übernahm IHOP die Restaurantkette Applebee’s und hat den Namen der Holdingfirma (für IHOP und Applebee’s) am 28. Mai 2008 in DineEquity verändert.
Im August 2012 wurde eine Filiale in Dubai und im Februar 2013 eine weitere in Kuwait eröffnet.

## Kontroversen
IHOP war im Mittelpunkt von Diskussionen der Humane Society of the United States wegen ihrer ausschließlichen Nutzung von Eiern aus Käfighaltung. Im September 2010 verklagte IHOP das International House of Prayer und sechs weitere Organisationen wegen Markenverwechslungsgefahr. Das Verfahren wurde im Dezember 2010 außergerichtlich beigelegt.